# Mintopola dipartita
Mintopola dipartita là một loài bướm đêm thuộc phân họ Arctiinae, họ Erebidae.